# Pevnost Dobrošov
Pevnost Dobrošov este o arie protejată (arie specială de conservare — SAC, sit de importanță comunitară — SCI) din Republica Cehă întinsă pe o suprafață de 1,97 ha, integral pe uscat.

## Localizare
Centrul sitului Pevnost Dobrošov este situat la coordonatele 50°24′29″N 16°12′00″E / 50.408056°N 16.2°E.

## Înființare
Situl Pevnost Dobrošov a fost declarat sit de importanță comunitară în aprilie 2005 pentru a proteja 3 specii de animale. Situl a fost protejat și ca arie specială de conservare în martie 2016.

## Biodiversitate
Situată în ecoregiunea continentală, aria protejată nu include niciun habitat protejat.
La baza desemnării sitului se află mai multe specii protejate de  mamifere (3): liliac cărămiziu (Myotis emarginatus), liliac comun (Myotis myotis), liliacul mic cu potcoavă (Rhinolophus hipposideros).